# Central de biomasa de Corduente
La central de biomasa de Corduente es una central termoeléctrica alimentada por biomasa forestal situada en el término municipal de Corduente (Guadalajara, España). 
Fue construida por Tamoin Power Services para Iberdrola Renovables e inaugurada oficialmente el 29 de julio de 2009. Puede producir unos 14.063 millones de kWh de energía al año, suficientes para abastecer a unos 14.000 habitantes, a través de los 2 MW potencia instalada y requiere cerca de 20.000 toneladas de residuos forestales al año que se obtienen de la limpieza de 800 ha. de bosques cercanos del Alto Tajo. Además de la producción de energía, está dedicada a la investigación y trata de impulsar cultivos energéticos para la zona. Su construcción se planificó tras el incendio de Guadalajara de 2005 que asoló los bosques cercanos.
El 31 de diciembre de 2012 se produjo el cierre definitivo de la central debido, según Iberdrola, a las pérdidas económicas constantes y continuadas. En 2015, Iberdrola arrendó la instalación a Norvento, que procedió a su reapertura en 2017 y la mantuvo operativa hasta diciembre de 2020. En mayo de 2021, Iberdrola vendió la instalación definitivamente a Islonias S.L., empresa que actualmente opera la central.
La ventaja de las centrales de biomasa es que son una fuente de energía renovable que se puede gestionar independientemente de la meteorología.